# Eucalyptus cordieri
Eucalyptus cordieri là một loài thực vật có hoa trong Họ Đào kim nương. Loài này được Trab. mô tả khoa học đầu tiên năm 1917.